# Пищуховые филидоры
Пищуховые филидоры (лат. Anabacerthia) — род воробьиных птиц из семейства печниковых.
Достигают длины от 15,5 см до 18 см и массы 18—32 г. Это древесные виды, встречающиеся в нижнем ярусе влажных лесов и их опушках.
Представители рода распространены в Мексике, Южной и Центральной Америке.

## Виды
В состав рода включают пять видов:
- Anabacerthia variegaticeps (Sclater, 1857) — Чешуегорлый пищуховый филидор
- Anabacerthia striaticollis Lafresnaye, 1841 — Горный пищуховый филидор
- Anabacerthia amaurotis (Temminck, 1823) — Белобровый пищуховый филидор
- Anabacerthia ruficaudata (d'Orbigny & Lafresnaye, 1838) — Краснохвостый настоящий филидор
- Anabacerthia lichtensteini (Cabanis & Heine, 1860) — Желтогрудый настоящий филидор